# Dean Sylvester
Dean Sylvester (né le 30 décembre 1972 à Hanson, dans l'État du Massachusetts aux États-Unis) est un ancien joueur de hockey sur glace.

## Carrière
À sa sortie du Boston college High School, il fut admis à l'université d'État de Kent en 1991 et prit part au programme de hockey de la NCAA regroupant les universités des États-Unis d'Amérique. Il passe 3 saisons avec leur formation avant de poursuivre ses études et son programme hockey avec l'université de Michigan State où il joue durant la saison 1994-95 pour leur équipe, les Spartans.
Il devint joueur professionnel la saison suivante partageant celle-ci entre les Mysticks de Mobile de la East Coast Hockey League et les Blades de Kansas City de la Ligue internationale de hockey. Il restera d'ailleurs avec les Blades durant deux saisons et demie.
Avant le début de la saison 1998-1999, il se voit offrir un contrat avec les Sabres de Buffalo de la Ligue nationale de hockey. Sylvester joue un seul match avec l'équipe et passe le reste de la saison avec le club-école des Sabres, les Americans de Rochester de la Ligue américaine de hockey. Il connait d'ailleurs avec eux sa meilleure saison à vie en récoltant 35 buts pour un total de 65 points et lors des séries éliminatoires, il se classe premier buteur de la ligue inscrivant 12 buts en 18 rencontres cependant, l'équipe s'inclina en finale de la Coupe Calder par la marque de 4 victoires contre une aux mains des Bruins de Providence.
En juin 1999 les Sabres l'échangent aux Thrashers d'Atlanta en retour de compensation future et il joue les deux dernières saisons de sa carrière avec eux et avec leur club-école de la LIH, les Solar Bears d'Orlando. Il est le premier joueur de l'histoire des Thrashers à avoir enregistré un tour du chapeau le 22 novembre 1999.
Le 25 juin 2001, Dean Sylvester annonça officiellement son retrait de la compétition.

## Statistiques
Pour les significations des abréviations, voir Statistiques du hockey sur glace.
| 1991-1992   | Golden Flashes de Kent State | NCAA        | 31  | 7  | 21 | 28  | --  | 10  | —  | —  | — | —  | —  | —  |
| 1992-1993   | Golden Flashes de Kent State | NCAA        | 38  | 33 | 20 | 53  | --  | 28  | —  | —  | — | —  | —  | —  |
| 1993-1994   | Golden Flashes de Kent State | NCAA        | 39  | 22 | 24 | 46  | --  | 28  | —  | —  | — | —  | —  | —  |
| 1994-1995   | Spartans de Michigan State   | NCAA        | 40  | 15 | 15 | 30  | --  | 38  | —  | —  | — | —  | —  | —  |
| 1995-1996   | Mysticks de Mobile           | ECHL        | 44  | 24 | 27 | 51  | -9  | 35  | —  | —  | — | —  | —  | —  |
| 1995-1996   | Blades de Kansas City        | LIH         | 36  | 11 | 10 | 21  | 9   | 15  | 4  | 0  | 0 | 0  | -1 | 2  |
| 1996-1997   | Blades de Kansas City        | LIH         | 77  | 23 | 22 | 45  | 20  | 47  | 3  | 1  | 1 | 2  | -2 | 0  |
| 1997-1998   | Blades de Kansas City        | LIH         | 77  | 33 | 20 | 53  | 11  | 63  | 11 | 5  | 2 | 7  | 0  | 4  |
| 1998-1999   | Sabres de Buffalo            | LNH         | 1   | 0  | 0  | 0   | -1  | 0   | 4  | 0  | 0 | 0  | -1 | 2  |
| 1998-1999   | Americans de Rochester       | LAH         | 76  | 35 | 30 | 65  | 22  | 46  | 18 | 12 | 5 | 17 | 5  | 8  |
| 1999-2000   | Solar Bears d'Orlando        | LIH         | 16  | 4  | 3  | 7   | -4  | 43  | —  | —  | — | —  | —  | —  |
| 1999-2000   | Thrashers d'Atlanta          | LNH         | 52  | 16 | 10 | 26  | -14 | 24  | —  | —  | — | —  | —  | —  |
| 2000-2001   | Solar Bears d'Orlando        | LIH         | 27  | 9  | 9  | 18  | 4   | 20  | 9  | 0  | 1 | 1  | -5 | 6  |
| 2000-2001   | Thrashers d'Atlanta          | LNH         | 43  | 5  | 6  | 11  | -16 | 8   | —  | —  | — | —  | —  | —  |
| Totaux LNH  | Totaux LNH                   | Totaux LNH  | 96  | 21 | 16 | 37  | -31 | 32  | 4  | 0  | 0 | 0  | -1 | 2  |
| Totaux LIH  | Totaux LIH                   | Totaux LIH  | 233 | 80 | 64 | 144 | 40  | 188 | 27 | 6  | 4 | 10 | -8 | 12 |
| Totaux NCAA | Totaux NCAA                  | Totaux NCAA | 148 | 77 | 80 | 157 | --  | 104 | —  | —  | — | —  | —  | —  |

### Transaction en carrière
- 1er octobre 1998, signe à titre d'agent libre avec les Sabres de Buffalo.
- 25 juin 1999, échangé par Buffalo aux Thrashers d'Atlanta en retour de considération future.
- 25 juin 2001, annonce officiellement son retrait de la compétition.